# Besson
Besson je priimek več oseb:
- Antoine-Marie-Benoit Besson, francoski general
- François-François Besson, francoski rimskokatoliški škof
- François-Nicolas-Xavier-Louis Besson, francoski rimskokatoliški škof
- Marius Besson, švicarski rimskokatoliški škof
- Luc Besson, francoski filmski režiser, pisatelj in producent